# Can Masferrer (Gualba)
Can Masferrer és una masia de Gualba (Vallès Oriental) inclosa a l'Inventari del Patrimoni Arquitectònic de Catalunya.

## Descripció
És un edifici aïllat de planta baixa, pis i golfes. Casa senyorial i masoveria. Té coberta a doble vessant amb aiguavés als costats. Finestres espitllerades a la planta baixa, al mur lateral, i finestres més grans que s'obren al pis (funció defensiva dels masos dels segles XIV-XV).
Pel que fa a l'interior, hi ha una columna de pedra per a sostenir el sostre i escala de pedra. S'hi troba una ermita, de Santa Llena (Joan López).
A la façana trobem una porta d'arc de mig punt dovellada, signe de riquesa; i finestres, una amb dues mènsules sostenint la llinda formant arc deprimit convex, típic del segle XVI; una altra amb relleus de dues cares i un rostre solar i una altra amb un arc conopial goticitzant.

## Història
En Masferer Balle apareix al fogatge de Gualba de 1497. Al fogatge de Sant Vicenç de Gualba de l'11 de juliol de 1553 apareix en Masferrer, i a la Vegueria de Barcelona- Sant Vicenç de Gualba, de l'any 1515 apareix Pere Mas Ferrer.
Pel que fa a la datació per font l'any 1694 és la data que aporta Vergés. En canvi Concepció Ragué, de Can Sibina (Gualba), data aquesta masia de 1450. Pel que fa a l'estil, les façanes amb les finestres de llinda de pedra esculpida amb relleus i arcs conopials d'estil renaixentista són del segle xvii (o XVI).